# 比安維爾湖
比安維爾湖（Lake Bienville）是加拿大的湖泊，處於哈德森灣以東300公里，由魁北克省負責管轄，面積1,047平方公里，是該省第四大湖泊，島嶼面積202平方公里，海拔高度428米，湖岸線長度774.1公里。

## 外部連結
- The Canadian Encyclopedia's Page on Lac Bienville （页面存档备份，存于）